# The Time of Their Lives
The Time of Their Lives este un film de comedie american din 1946. În rolurile principale joacă actorii Bud Abbott și Lou Costello.

## Distribuție
- Bud Abbott ca Cuthbert Greenway / Dr. Ralph Greenway
- Lou Costello ca Horatio Prim
- Marjorie Reynolds ca Melody Allen
- Binnie Barnes ca Mildred Dean
- John Shelton ca Sheldon Gage
- Gale Sondergaard ca Emily
- Lynn Baggett ca June Prescott
- Jess Barker ca Thomas Danbury
- Ann Gillis ca Nora O'Leary
- Donald MacBride ca Lt. Manson
- William Hall ca Sgt. Conners
- Robert Barrat ca Maj. Putnam
- Rex Lease ca Sgt. Makepeace
- Kirk Alyn ca Dandy at Party
- Harry Brown ca Second Sergeant
- George M. Carleton ca Museum Guard
- Wheaton Chambers ca Bill, Museum Guard
- James Conaty ca Party Guest
- John Crawford ca Dandy at Party
- Vernon Downing ca Leigh, Traitor
- Marjorie Eaton ca Bessie, Danbury's Maid
- Myron Healey ca Dandy at Party
- Boyd Trwin ca Cranwell, Traitor
- Selmer Jackson ca Mr. Dibbs, Museum Curator
- William H. O'Brien ca Danbury Servant
- Scott Thompson ca Dandy at Party
- Harry Woolman ca Motorcyle Rider